# Nomada xanthopus
Nomada xanthopus là một loài Hymenoptera trong họ Apidae. Loài này được Friese mô tả khoa học năm 1921.